# Campeonato de Apertura 1941
Campeonato de Apertura 1941 var den sjätte upplagan av den chilenska fotbollsturneringen Campeonato de Apertura. Turneringen bestod av tio lag, alla från huvudstaden Santiago. Turneringen samordnades av Santiagos Fotbollsförbund och vanns av Colo-Colo.

## Match om fjärde plats
Eftersom Unión Española var den enda förloraren i den tredje omgången så korades de som trea i Campeonato de Apertura. De två förlorarna i den andra omgången, Santiago Morning och Green Cross, möttes istället i en match om fjärdeplatsen.